# 扬·米立奇

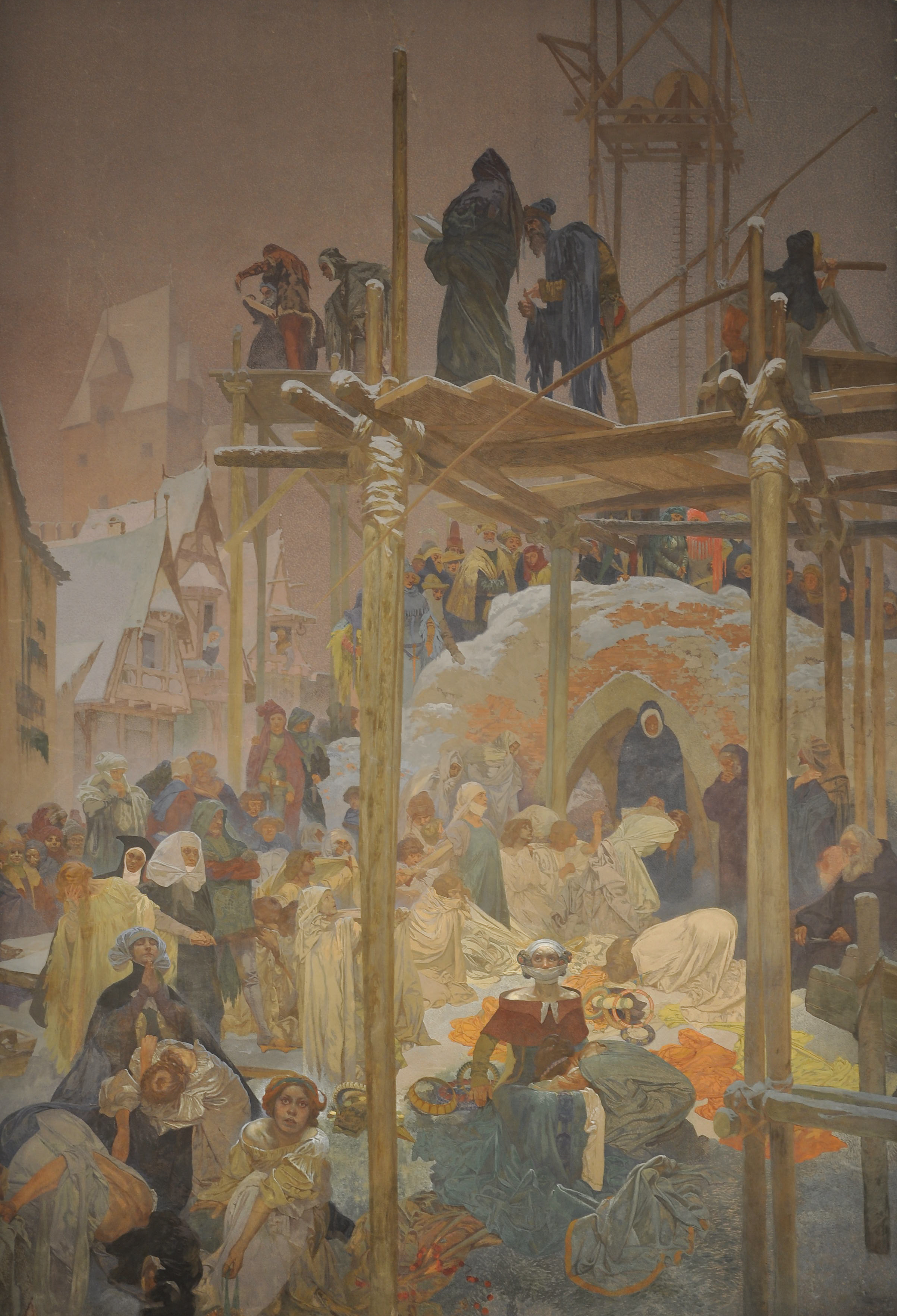
捷克艺术大师阿爾豐斯·慕夏的斯拉夫史诗系列之一——《扬·米立奇：妓院改为修道院》

克罗梅日什的扬·米立奇（？—1374年6月29日），捷克天主教神父，是14世纪兴起的波西米亚改革中最有影响力的传教士。他曾上街布道，反对天主教的“赎罪券”。他拆毁布拉格妓院，劝妓女改过向善，并成立名为“新耶路撒冷”的修道院。在某种意义上说，他与当时的其他波西米亚传教士和作家一起，为扬·胡斯的宗教改革铺平了道路。

## 著作
- 拉丁语著作
  - Libellus de Antichristo，《关于反基督的小作》，作于罗马狱中
  - Gratiæ Dei，《神之恩典》
  - Abortivus
  - Lectiones quadragesimales
- 捷克语著作
  - Modlitby po kázání